# Jörgen Windahl
Jörgen Windahl (* 12. März 1963 in Danderyd) ist ein ehemaliger schwedischer Tennisspieler.

## Karriere
Windahl gewann 1981 das Juniorenturnier der Australian Open und wurde im Jahr darauf nationaler schwedischer Tennismeister. Er wurde daraufhin Tennisprofi und spielte in den folgenden Jahren hauptsächlich auf der ATP Challenger Tour. Nachdem er einige Male im Halbfinale gescheitert war, gewann er 1986 den Einzeltitel des Challenger-Turniers von Bukarest. Im selben Jahr gewann er beim ATP-Turnier von Genf an der Seite von Andreas Maurer seinen einzigen Titel auf der ATP World Tour. 1988 errang er in Nyon seinen zweiten und letzten Einzeltitel auf der Challenger Tour, zudem gewann er im selben und im darauf folgenden Jahr jeweils einen weiteren Doppeltitel auf der Challenger Tour. Seine höchsten Notierungen in der ATP-Weltrangliste erreichte er 1987 mit Position 108 im Einzel und 1989 mit Position 69 im Doppel.
Sein bestes Abschneiden bei Grand-Slam-Turnieren im Einzel waren zwei Erstrundenteilnahmen in Wimbledon. Im Doppel stand er dort 1981 in der zweiten Runde.
Seit dem Ende seiner Tenniskarriere arbeitet Windahl als Tennistrainer. Er ist bei der Båstad Tennis Academy beschäftigt.

## Erfolge
| Legende                       |
| Grand Slam                    |
| Tennis Masters Cup            |
| ATP Masters Series            |
| ATP International Series Gold |
| ATP International Series (1)  |
| ATP Challenger Series (7)     |

### Einzel

#### Turniersiege
| Nr. | Datum              | Turnier  | Belag | Finalgegner       | Ergebnis      |
| --- | ------------------ | -------- | ----- | ----------------- | ------------- |
| 1.  | 15. September 1986 | Budapest | Sand  | Jaroslav Navrátil | 6:1, 7:5      |
| 2.  | 29. August 1988    | Nyon     | Sand  | Francisco Clavet  | 2:6, 6:2, 6:1 |

### Doppel

#### Turniersiege

##### ATP Tour
| Nr. | Datum              | Turnier | Belag | Partner        | Finalgegner                  | Ergebnis      |
| --- | ------------------ | ------- | ----- | -------------- | ---------------------------- | ------------- |
| 1.  | 13. September 1986 | Genf    | Sand  | Andreas Maurer | Gustavo Luza Gustavo Tiberti | 6:4, 3:6, 6:4 |

##### Challenger Tour
| Nr. | Datum             | Turnier          | Belag   | Partner            | Finalgegner                           | Ergebnis      |
| --- | ----------------- | ---------------- | ------- | ------------------ | ------------------------------------- | ------------- |
| 1.  | 31. Mai 1982      | Tampere          | Sand    | Magnus Tideman     | Stanislav Birner Francisco González   | 6:4, 7:6      |
| 2.  | 10. November 1986 | Helsinki         | Teppich | Peter Carlsson     | Kelly Jones David Livingston          | 6:2, 4:6, 7:6 |
| 3.  | 20. Juni 1988     | Clermont-Ferrand | Sand    | Rill Baxter        | Jean-Philippe Fleurian Andreas Maurer | 7:6, 6:4      |
| 4.  | 27. Juni 1988     | Tarbes           | Sand    | João Cunha e Silva | Eduardo Furusho César Kist            | 6:2, 6:1      |
| 5.  | 19. Juni 1989     | Hossegor         | Sand    | Peter Svensson     | David Engel Barry Moir                | 6:4, 7:5      |

#### Finalteilnahmen
| Nr. | Datum         | Turnier | Belag | Partner      | Finalgegner                 | Ergebnis |
| --- | ------------- | ------- | ----- | ------------ | --------------------------- | -------- |
| 1.  | 12. Juni 1989 | Bologna | Sand  | Tomas Nydahl | Sergio Casal Javier Sánchez | 2:6, 3:6 |